# 김철수 (1944년)
김철수(金喆洙, 1944년 3월 23일 ~ )은 대한민국의 정치인이자 에이치플러스 양지병원 이사장이다. 18대 총선에 한나라당 소속으로 관악구 을에 출마하여 13대 총선부터 관악을로 분구된 이래 이 지역에서 보수정당 소속으로 최다득표율(41.5%)을 기록하였으나, 관악구청장 출신 김희철후보에 석패하였다. 이후 19대 총선과 2015년 4.29 재보선 새누리당 관악을 경선에서 번번히 같은 당 오신환후보에 밀려 출마하지 못하였다.

## 학력
- 전남대학교 의학 학사
- 서울대학교 대학원 내과 석사
- 단국대학교 대학원 복지행정 박사
- 경희대학교 대학원 법학 박사
- 고려대학교 대학원 의학 박사

## 경력
- 1978년 ~ 에이치플러스 양지병원 이사장(내과 전문의)
- 1983년 민주평통자문회의 상임위원회 사회복지분과 간사
- 1985년 경희대.한양대.한림대,가톨릭대 의과대학 외래교수
- 1992년 서울지구중소병원장회 회장 및 전국중소병원장회 부회장
- 1995년 한나라당 중앙위 보건복지분과위원회 위원장
- 1997년 한나라당 서울 관악을지구당 위원장
- 1997년 민주평화통일자문회의 서울관악구협의회 회장
- 1999년 한국병원경영학회 부회장
- 2001년 서울시 병원회 회장
- 2001년 전국중소병원협의회 회장
- 2002년  한국병원협동조합 이사장
- 2002년  한나라당 중앙위원회 부의장
- 2002년  한나라당 대표최고위원 특별보좌역
- 2002년  미래포럼보건분과위원회 회장
- 2002년  한국항공우주의학협회 회장
- 2002년 대한병원협회 부회장
- 2006년 제 33대 대한병원협회 회장
- 2006년  한국의학교육협의회 회장
- 2007 ~ 2008년 한나라당 재정위원장
- 2008년 대한병원협회 명예회장
- 2010년 2월 ~ 대한에이즈예방협회 회장
- 2010 ~ 2012년 2월 한나라당 재정위원장
- ~ 2012년 2월 한나라당 서울시당 관악을 당협위원장
- 한국자유총연맹 부회장
- 자유한국당 재정위원장(2019~2020)
- 자유한국당 서울시당 관악을 당협위원장
- 2021년 9월~2023년 9월: 국민의힘 서울시당 고문
- 2021년 12월 ~ 2022년 1월: 국민의힘 살리는 선거대책위원회 종합지원총괄본부 중앙당 후원회 회장
- 2021년 12월 ~ 2022년 1월: 국민의힘 살리는 선거대책위원회 직능총괄본부 직능지원단 노인정책지원공동본부장
- 서울효천의료재단 에이치플러스 양지병원 이사장
- 2023년 8월 ~ : 제30대 대한적십자사 회장

## 김무성 새누리당 대표의 비례대표 공천약속
2015년 4월 18일 4. 29 재보궐선거 서울 관악을 지역 지원 유세에서 김무성 새누리당 대표가 "지난 40년간 관악구 서민 건강 돌봐 왔던 양지병원 김철수 원장이 우리 새누리당의 재정위원장으로 오랫동안 고생도 많이 하고 지난 18대 선거에서 이 지역 출마해 아주 아쉽게 떨어졌는데 우리 당은 그동안 공로 많았던 김철수 양지병원 원장을 우리 새누리당의 비례대표 의원으로 임명하겠다. 그렇게 되면 우리 관악구 국회의원 2명 탄생하는 것이다. 그래서 27년간 낙후된 관악 발전시켜봅시다. 그렇게 해서 관악주민들의 한을 풀어드리겠다." 라고 밝히며 김철수 병원장의 차기 20대 총선 공천을 약속했다.에 대해 새정치민주연합은 김무성 대표가 말한 "국민에게 공천권을 돌랴주겠다"는 말과 배치되며 선거법 위반이라고 비판하였다.

## 역대 선거 결과
|  | 33.32% |

|  | 41.53% |

|  | 33.50% |